# Abedin Mujezinović
Abedin Mujezinović (2 giugno 1993) è un mezzofondista bosniaco.

## Palmarès
| Anno | Manifestazione          | Sede      | Evento      | Risultato  | Prestazione | Note                                     |
| ---- | ----------------------- | --------- | ----------- | ---------- | ----------- | ---------------------------------------- |
| 2018 | Europei                 | Berlino   | 800 m piani | Batteria   | dq          |                                          |
| 2018 | Giochi del Mediterraneo | Tarragona | 800 m piani | Bronzo     | 1'48"07     |                                          |
| 2019 | Europei indoor          | Glasgow   | 800 m piani | Batteria   | 1'49"26     | Miglior prestazione personale            |
| 2021 | Europei indoor          | Toruń     | 800 m piani | Batteria   | dq          |                                          |
| 2022 | Giochi del Mediterraneo | Orano     | 800 m piani | Batteria   | 1'47"23     |                                          |
| 2022 | Mondiali                | Eugene    | 800 m piani | Batteria   | 1'46"26     | Miglior prestazione personale stagionale |
| 2022 | Europei                 | Monaco    | 800 m piani | Semifinale | 1'50"20     |                                          |
| 2023 | Europei indoor          | Istanbul  | 800 m piani | Batteria   | 1'48"77     | Miglior prestazione personale stagionale |
| 2023 | Mondiali                | Budapest  | 800 m piani | Batteria   | 1'47"76     |                                          |
| 2024 | Europei                 | Roma      | 800 m piani | Batteria   | 1'49"20     |                                          |

## Altre competizioni internazionali
2017
- Oro nella Third League degli Europei a squadre ( Marsa), 800 m piani - 1'51"89
- Bronzo nella Third League degli Europei a squadre ( Marsa), 4×400 m - 3'16"75